# Años 1490
Los años 1490 o década del 1490 empezó el 1 de enero de 1490 y finaliza el 31 de diciembre de 1499.

## Acontecimientos
- 1490 - Fernando el Católico concede a Alicante el título de ciudad.
- 1490 - Los Reyes Católicos otorgan el "Señorío de las Siete Villas" en propiedad a Don Rodrigo Ponce de León y Núñez por conquistar en 1485 "Las Siete Villas"; Archite, Castillo de Aznalmara, Castillo de Cardela, Benaocaz, Ubrique, Grazalema y Villaluenga del Rosario.
- 1492 - Final de la Reconquista con la toma de Granada por los Reyes Católicos.
- 1492 - Isabel I la Católica crea el Marquesado de Zahara a favor de Rodrigo Ponce de León y Núñez (III Conde de Arcos, II y último marqués de Cádiz, I duque de Cádiz y I marqués de Zahara).
- 1492 - Isabel la Católica ordena la expulsión de los judíos.
- 1492 - Cristóbal Colón[1] llega a las islas del Caribe.
- 1492 - Alejandro VI sucede a Inocencio VIII como papa.
- 1492-1493 - Conquista de La Palma
- 1494 Se firma el Tratado de Tordesillas
- Guerra italiana de 1494-1498
- 1493-1530 Isabel I la Católica concede el 20 de enero de 1493 a Rodrigo Ponce de León, por elevación del condado de Arcos, compensación que, junto con la permuta de Cádiz por el condado de Casares, le hizo por la supresión del marquesado y del ducado de Cádiz, que revirtieron en la Corona, los títulos de II marqués de Zahara, I duque de Arcos, I conde de Casares, IX señor de Marchena y VI de Villagarcía.
- 1494-1496 - Conquista de Tenerife